# قاضي كلاية (زياران)
قاضي كلاية (بالفارسية: قاضی کلایه) هي قرية تقع في إيران في قسم زیاران الریفي. يقدر عدد سكانها بـ 71 نسمة .